# Мартін Трухзес фон Ветцгаузен
Мартін Трухзес фон Ветцгаузен (нім. Martin Truchsess von Wetzhausen, 1435– 3 січня 1489) — 34-й великий магістр Тевтонського ордена в 1477—1489 роках.

## Життєпис

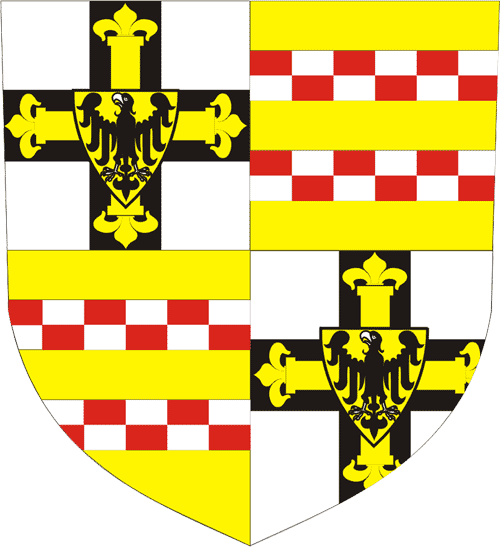

Походив зі знатного франконського роду Трухзес, Дахсбаської гілки. Його родина була пов'язана зі Шпеєрським і Айхштетським єпископствами, Тевтонським орденом. Син Лоренца Трухзеса фон Ветцгаузен і Гертруди фон Лаффенгольц. Народився 1435 року. Замолоду приєднався до Тевтонського ордену. Спочатку служив лицарем-ченцем взамках Меве, Страсбург і Ельбінг.
1461 року обіймав посаду фогта замку Штум. 1462 року призначено молодшим компаном (помічником) великого магістра Людвіга фон Ерліхсгаузена. 1467 року отримав посаду комтура замку Остероде.
У 1477 році після смерті великого магістра Генріха Реффле фон Ріхтенберга обирається новим очільником Тевтонського ордену. Продовжив політику попередника, спрямовану на відновлення незалежності Ордену від Польського королівства. Трухзес відмовився принести ленну присягу польському королю і великому князю литовському Казимиру IV. Водночас підтвердив сюзеренітет угорського короля Матвія I над Тевтонським орденом.

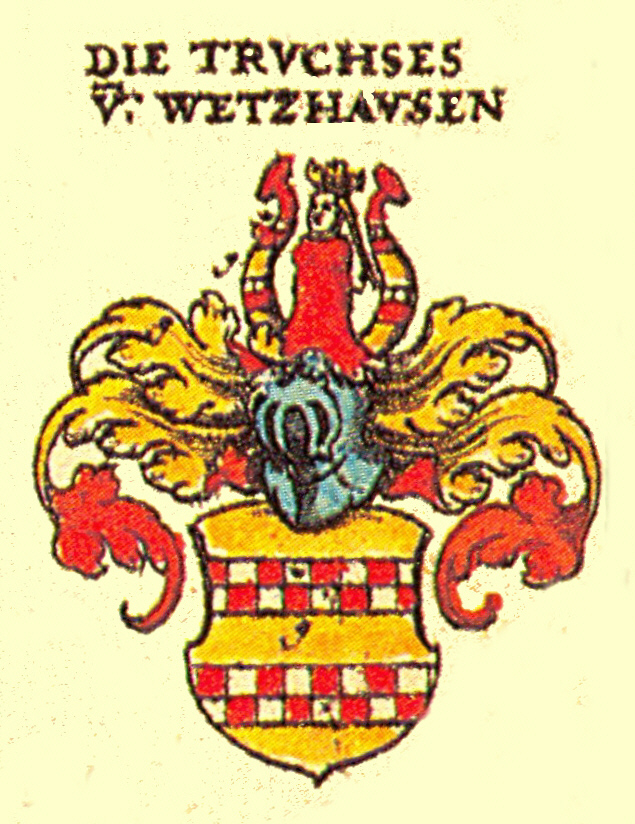
Герб роду Трухзес фон Ветцгаузен

Великий магістр продовжив надавати значну підтримку вармійского князя-єпископа Миколая фон Тунген, який вів проти Польщі так звану Війну священників, внаслідок чого перевага опинилася на боці фон Тунгена. У вересні 1478 року Казимир IV оголосив війну Тевтонському ордену, внаслідок чого той напряму був втягнутий у Війну за вармійське єпископство (Війна священників). Бої точилися в Вармії та Пруссії. В результаті було сплюндровано Помезансьое єпископство, тевтонці втратили міста Вормдіт, Мельзак, Фрауенбург, Зеебург, але захопити Браунсберг — резиденцію вармійського князя-єпископа — не вдалося. Втім невдовзі Миколай фон Тунген втік до Кенінгсбергу. В свою чергу виявилася невдалою спроба тевтонського військо відвоювати Маріенвердер. За цих обставин великий магістр Мартін Трухзес фон Ветцгаузен звернувся до короля Угорщиниза посередництвом. В результаті в Пйотркуві-Трибунальському було укладено перемир'я, за яким Миколай фон Тунген визнавався єпископом Вармії, але приніс оммаж королю Польщі. Трохи згоду ленну присягу Казимиру IV приніс також великий магістр.
Наступні 10 років присвятив внутрішньому зміцненню Тевтонському ордену, розвитку війська та господарства. Разом з тим не міг попередити посилення автономії Лівонського ландмейстерства та ландмейстерства в Німеччині. 1488 року тяжко захворів. Помер 1489 року. Новим очільником Ордену став Йоганн фон Тіфен.